# Psilomorpha pulchra
Psilomorpha pulchra är en skalbaggsart som först beskrevs av Hope 1834.  Psilomorpha pulchra ingår i släktet Psilomorpha och familjen långhorningar. Inga underarter finns listade i Catalogue of Life.